# Dekanat Walsall
Dekanat Walsall – jeden z 18 dekanatów rzymskokatolickiej archidiecezji Birmingham w Wielkiej Brytanii. W jego skład wchodzi 12 parafii.

## Lista parafii
| Lp. | Miejscowość   | Parafia                                     | Kościół                                                  | Grafika |
| --- | ------------- | ------------------------------------------- | -------------------------------------------------------- | ------- |
| 1   | West Bromwich | Parafia Świętego Krzyża                     | Kościół Świętego Krzyża w West Bromwich                  |         |
| 2   | Great Barr    | Parafia Najświętszego Imienia Jezus         | Kościół Najświętszego Imienia Jezus w Great Barr         |         |
| 3   | Shelfield     | Parafia św. Franciszka z Asyżu              | Kościół św. Franciszka z Asyżu w Shelfield               |         |
| 4   | Darlaston     | Parafia św. Józefa                          | Kościół św. Józefa w Darlaston                           |         |
| 5   | Willenhall    | Parafia Najświętszej Maryi Panny            | Kościół Najświętszej Maryi Panny w Willenhall            |         |
| 6   | Walsall       | Parafia Najświętszej Maryi Panny            | Kościół Najświętszej Maryi Panny w Walsall               |         |
| 7   | Aldridge      | Parafia Najświętszej Maryi Panny Anielskiej | Kościół Najświętszej Maryi Panny Anielskiej w Aldridge   |         |
| 8   | Wednesbury    | Parafia Najświętszej Maryi Panny ze wzgórza | Kościół Najświętszej Maryi Panny ze wzgórza w Wednesbury |         |
| 9   | West Bromwich | Parafia św. Michała i Świętych Aniołów      | Kościół św. Michała i Świętych Aniołów w West Bromwich   |         |
| 10  | Walsall       | Parafia św. Patryka                         | Kościół św. Patryka w Walsall                            |         |
| 11  | Bloxwich      | Parafia św. Piotra                          | Kościół św. Piotra w Stafford                            |         |
| 12  | Walsall       | Parafia św. Tomasza z Canterbury            | Kościół św. Tomasza z Canterbury w Walsall               |         |